# 最終戦争伝説
『最終戦争伝説』（アーマゲドンでんせつ）シリーズは、山田ミネコによる日本の漫画作品。
山田が約30年にわたって描き続けてきた『最終戦争シリーズ』のうちの一部。最終戦争後の世界での、デーヴァダッタと人間たちの戦いを描いたものである。『最終戦争シリーズ』の中では一番長い物語。通称「ドン伝」。

## ストーリー
1981年の鎌倉。母を亡くして間もない伊津原永都は、突然西暦3502年の世界を訪れることになる。そこには最終戦争後の荒廃した世界と、衰退の一途を辿る人間社会、それを乗っ取ろうとする宇宙生命体のデーヴァダッタとの戦いの日々が待っていたのだった。

## 登場人物
伊津原 永都（イヅハラ ナガト）
主人公。春車の超能力によって、1981年の鎌倉から西暦3502年の未来へと連れてこられる。実は人類を救う能力（デーヴァダッタに対抗できる力）を持つ、ソマ族の王。
大車（タイシャ）
妹の春車によって連れてこられた永都と共に、デーヴァダッタとの戦いに巻き込まれる。のちに永都とは恋人関係に。元気でけなげな強い少女。　
春車（ハルシャ）
大車の妹。永都を西暦3502年の世界に呼んだ。病気のため永都と出会った直後に死亡するが、デーヴァダッタに身体を乗っ取られ、再び永都たちの前に現れる。同じくデーヴァダッタになった笑と共に人類の味方となる。
尾鷹 星野（オダカ セイヤ）
トーノシティのパトロール。笑の恋人。「ドン伝」の中心的人物。笑との結婚式当日に、街を乗っ取ったデーヴァダッタに襲われる。その後破壊されたトーノシティの市民を永都らとともに引き連れ、カトマンズを目指すことになる。兄（故人）が一人いる。
大槻 笑（オオツキ エミ）
星野の恋人。1977年からの移民で、幼い頃に出会った初恋の星野の迎えをずっと待っていた。結婚式当日、デーヴァダッタに襲われた星野を助けるためにその身をデーヴァダッタに委ねる。デーヴァダッタ化以降は、春車と共に影から星野たちを見守ることになる。
大槻 真砂流（オオツキ マサル）
笑の兄。1970年からの移民。兄を殺した犯人を追ってきた星野と出会い、トーノシティの移民となる（『冬の円盤』参照）。カトマンズへの旅の途中に敦煌で出会った宝砂と恋に落ち一旦離脱するも、のちに合流。紆余曲折を経て宝砂と結婚する（その後の話は『風の智天使』参照）。